# Taubenturm (Saint-Martin-de-la-Lieue)

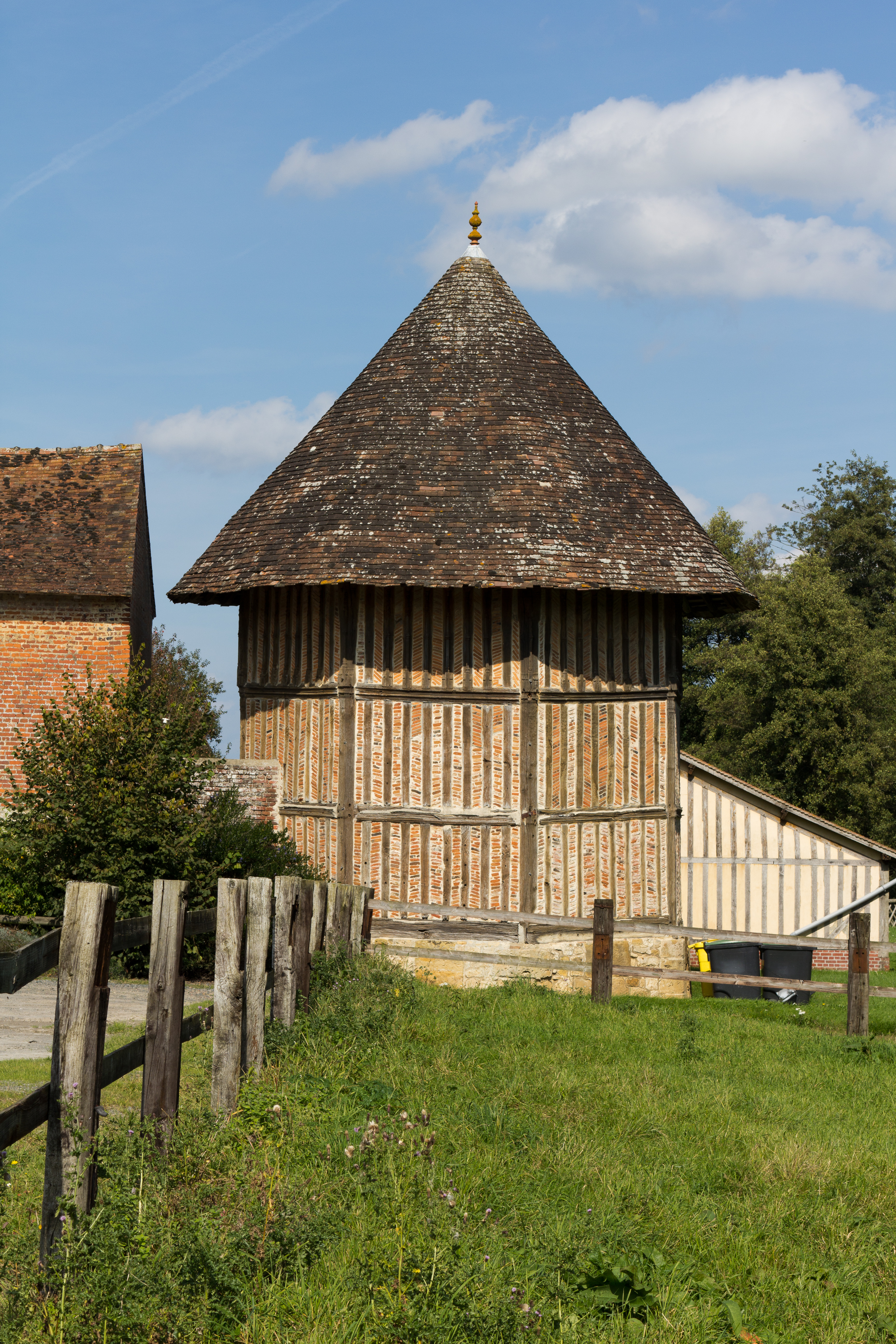
Taubenturm in Saint-Martin-de-la-Lieue

Der Taubenturm (französisch colombier oder pigeonnier) in Saint-Martin-de-la-Lieue, einer französischen Gemeinde im Département Calvados in der Region Normandie, wurde vermutlich im 16. Jahrhundert errichtet. Der Taubenturm steht als Teil des Manoir Saint-Hippolyte seit 1971 als Monument historique auf der Liste der Baudenkmäler in Frankreich.
Der achteckige Turm wurde in Fachwerkbauweise ausgeführt.